# 聖瑪麗亞德奇克莫區

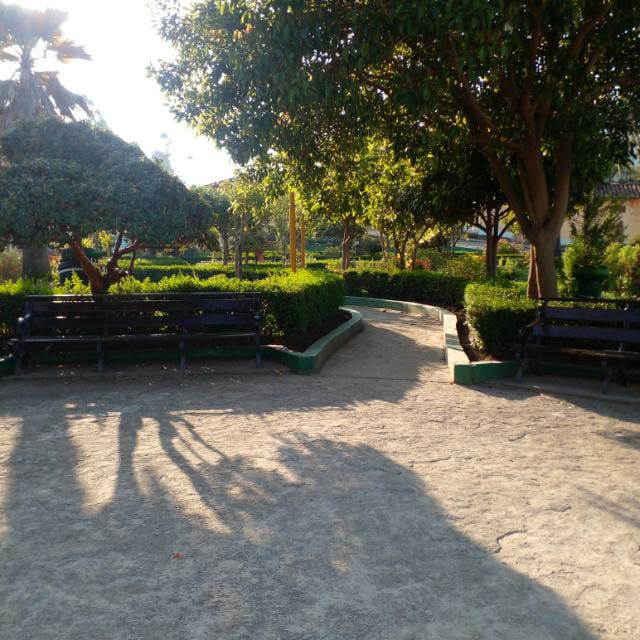
位于圣玛利亚德奇克莫区的公园

13°39′22″S 73°29′35″W / 13.65611°S 73.49306°W
聖瑪麗亞德奇克莫區（西班牙語：Distrito de Santa María de Chicmo），是秘魯的一個區，位於該國南部阿普里馬克大區的安達韋拉斯省，始建於1964年12月11日，面積162.1平方公里，海拔高度3,262米，2005年人口10,643，人口密度每平方公里66人。